# Demetri (escultor)
Demetri (Demetrius, Δημήτριος) fou un escultor grec. Plini el Vell esmenta, entre les seves obres, el retrat que va fer de Lisímaca, sacerdotessa d'Atena Pòlias durant 64 anys. Va fer també l'estàtua d'Atena que s'anomenava "murmurant" (myctica), i l'estàtua eqüestre de Simó, autor del primer manual de cavalleria i mencionat per Aristòfanes en el 424 aC. Aquesta darrera referència permet datar la seva obra entre els finals del segle V aC i començaments del segle iv aC.
Segons Quintilià, Demetri feia les seves estàtues tan semblants a l'original que perjudicava la seva bellesa. Segurament es tracta del Demetri d'Alopece de qui Llucià de Samosata (Philops. 18, 20) descriu una estàtua de bronze i l'anomena οὐ Δεοποιός τις, ἀλλ᾽ ἀνθρωποποιός.
Les paraules Δημήτριος Δημητριου γλυφεύς apareixen en una inscripció referida a aquest escultor.
| Plin. HN 34, 76 Demetrius Lysimachen, quae sacerdos Minervae fuit LXIIII annis, idem et Minervam, quae myctica appellatur —dracones in Gorgone eius ad ictus citharae tinnitu resonant—; [ed. Mayhoff] | Demetri (va fer) una Lisímaca, la qual fou sacerdotessa de Minerva durant seixanta-quatre anys, i també en va fer una de Minerva, la qual hom anomena “myctica” – les serps a la seva Gorgona ressonen amb un espinguet al so de la cítara. |